# HETEROGENEA LINGVISTIKO~異種族語言學入門~
《HETEROGENEA LINGVISTIKO~異種族語言學入門~》是2018年開始連載於《Young Ace Up》的異文化喜劇題材日本漫畫，由瀬野反人創制。

## 劇情
主角哈卡巴是為新人語言學家，他代替受傷的教授與擔任嚮導的少女一同旅行調查並接觸各种魔物與与之交流。

## 登場角色

### 主要角色
哈卡巴
本作主角、初出茅廬的語言學家，代替受傷的教授調查各種族的溝通模式。
阿芒
半人半狼人的種族、教授的女兒。作為哈卡巴的嚮導而跟隨其到處遊行。

## 創作
作者瀬野反人最初的構想是以「交流障礙」作為本作的主題、阿芒的身高與龍貓相似達到三米的高度，但負責的編輯表示太嚴肅而決定將其與奇幻風的世界觀結合。

## 出版書籍
| 卷數 | KADOKAWA       | KADOKAWA               | 東立出版社    | 東立出版社             |
| 卷數 | 發售日期       | ISBN                   | 發售日期      | ISBN                   |
| ---- | -------------- | ---------------------- | ------------- | ---------------------- |
| 1    | 2018年12月4日  | ISBN 978-4-041-07620-0 | 2020年7月16日 | ISBN 978-9-572-64562-8 |
| 2    | 2019年10月4日  | ISBN 978-4-041-08597-4 |               |                        |
| 3    | 2020年9月4日   | ISBN 978-4-041-09748-9 |               |                        |
| 4    | 2021年12月28日 | ISBN 978-4-041-09749-6 |               |                        |
| 5    | 2023年7月4日   | ISBN 978-4-041-13158-9 |               |                        |
| 6    | 2024年11月1日  | ISBN 978-4-041-15486-1 |               |                        |

## 迴響
本作第一卷發售時受到Mafia梶田的推薦。本作獲得與《汗水和皂香》和《Dr.STONE 新石紀》並列宝岛社的《這本漫畫真厲害！2020》中男生篇排名17、2020年第六屆《下一部人氣漫畫大賞》的網絡漫畫類別提名、以及《全國書店店員推薦漫畫2023》的Pick up作品獎。

## 外部連結
- Young Ace Up （页面存档备份，存于）（日語）
- ComicWalker（日語）